# Max von Saurma
Max Friedrich Karl Graf von Saurma-Ruppersdorf (* 28. März 1836 in Ruppersdorf, Provinz Schlesien; † 20. Februar 1909 ebenda) war ein schlesischer Gutsbesitzer und Politiker.

## Herkunft
Seine Eltern waren der Graf Eugen Friedrich von Saurma (* 22. Oktober 1812; † 21. April 1880) und dessen Ehefrau die Freiin Antonie Frederike Philippine von Warkotsch (* 7. September 1816; † 11. April 1893).

## Leben
Er studierte an der Universität Bonn Rechtswissenschaften und wurde 1856 Mitglied des Corps Borussia Bonn. Nach der Promotion zum Dr. iur. begann er eine Laufbahn im preußischen Staatsdienst.
1872 bis 1888 war er Landrat des Landkreises Strehlen. Nach dem Tode seines Vaters war er als Erstgeborener Majoratsbesitzer der Güter in Ruppersdorf und Zülzendorf, darüber hinaus besaß er mehrere landwirtschaftliche und gewerbliche Fabriken.
Politisch aktiv war er als Interessenvertreter des grundbesitzenden Adels im Provinziallandtag der Provinz Schlesien und im Provinzialausschuss. Bereits 1870 war er Landesältester der Lausitz, von 1879 bis 1893 war er Kammerherr des preußischen Königs. Er wurde zum Landschaftsdirektor gewählt und vom preußischen König ehrenhalber zum Schlosshauptmann von Breslau ernannt.
Dem Preußischen Abgeordnetenhaus gehörte er als Vertreter des Wahlkreises Regierungsbezirk Breslau 10 (Nimptsch – Strehlen) zunächst von 1870 bis 1873 an. Am 6. Mai 1873 musste er wegen einer Beförderung sein Mandat niederlegen. Den gleichen Wahlkreis vertrat von Saurma erneut im Abgeordnetenhaus von 1879 bis 1893. Er schloss sich jeweils der Fraktion der Konservativen an.
Ab der Sitzungsperiode 1900/1901 war von Saurma Mitglied des Preußischen Herrenhauses, dem er bis zu seinem Tode 1909 angehörte.
Saurma heiratete am 22. Oktober 1866 Mathilde Sophie Caroline von Hiller (* 25. Oktober 1841; † 15. März 1898). Nach dem Tod seiner ersten Frau heiratete er am 10. August 1899 die Freiin Gabriele von Reischach (* 22. August 1853) verwitwete Lang-Buchhof geschiedene Remy. Die Ehe wurde bereits am 4. Mai 1900 für ungültig erklärt.